# Moshé Mizrahi
Moshé Mizrahi (Alexandria, Egyiptom, 1931. szeptember 5. – Tel-Aviv, 2018. augusztus 3.) izraeli filmrendező, forgatókönyvíró, producer.

## Filmjei
- Laure (1969, tv-sorozat)
- Ore’ach B’Onah Metah (1970)
- Les stances à Sophie (1971)
- Ani Ohev Otach Rosa (1972)
- Ha-Bayit Berechov Chelouche (1973)
- Abu el Banat (1973)
- Rachel's Man (1975)
- Előttem az élet (La vie devant soi) (1977)
- Chère inconnue (1980)
- La vie continue (1981)
- Une jeunesse (1983)
- War and Love (1985)
- Örökké búcsúzunk (Every Time We Say Goodbye) (1986)
- Szögevő (Mangeclous) (1988)
- Warburg: A Man of Influence (1992, tv-film)
- Nashim (1996)
- Sof Shavua be-Galil (2007)

## Díjai
- Oscar-díj a legjobb idegen nyelvű filmnek (1978, Előttem az élet (La vie devant soi))